# Tangerine Dream (Kaleidoscope)
Tangerine Dream è il primo album del gruppo musicale britannico dei Kaleidoscope, pubblicato dalla Fontana Records nel novembre del 1967.

## Tracce
Brani composti da Peter Daltrey (testi) e Eddy Pumer (musica).
Lato A
1. Kaleidoscope – 2:14
2. Please Excuse My Face – 2:10
3. Dive into Yesterday – 4:47
4. Mr. Small, the Watch Repairer Man – 2:43
5. Flight from Ashiya – 2:42
6. The Murder of Lewis Tollani – 2:48

Durata totale: 17:24
Lato B
1. (Further Reflections) In the Room of Percussion – 3:19
2. Dear Nellie Goodrich – 2:48
3. Holidaymaker – 2:27
4. A Lesson, Perhaps – 2:39
5. The Sky Children – 8:01

Durata totale: 19:14
Edizione CD del 2005, pubblicato dalla Air Mail Archive (AIRAC-1121)
Brani composti da Peter Daltrey (testi) e Eddy Pumer (musica).
1. Kaleidoscope – 2:14
2. Please Excuse My Face – 2:10
3. Dive into Yesterday – 4:47
4. Mr. Small, the Watch Repairer Man – 2:43
5. Flight from Ashiya – 2:42
6. The Murder of Lewis Tollani – 2:48
7. (Further Reflections) In the Room of Percussion – 3:19
8. Dear Nellie Goodrich – 2:48
9. Holidaymaker – 2:27
10. A Lesson, Perhaps – 2:39
11. The Sky Children – 8:01
12. A Dream for Julie – 2:48 – Bonus Track
13. Jenny Artichoke – 2:37 – Bonus Track
14. Just How Much You Are – 2:13 – Bonus Track

Durata totale: 44:16
Edizione CD del 2005, pubblicato dalla Repertoire Records (REPUK 1077)
Brani composti da Peter Daltrey (testi) e Eddy Pumer (musica). 
1. Kaleidoscope – 2:13
2. Please Excuse My Face – 2:08
3. Dive into Yesterday – 4:44
4. Mr. Small, the Watch Repairer Man – 2:40
5. Flight from Ashiya – 2:38
6. The Murder of Lewis Tollani – 2:45
7. (Further Reflections) In the Room of Percussion – 3:17
8. Dear Nellie Goodrich – 2:45
9. Holidaymaker – 2:27
10. A Lesson, Perhaps – 2:39
11. The Sky Children – 7:59
12. Flight from Ahiya – 2:38 – Bonus Track - Mono Single Version
13. Holiday Maker – 2:27 – Bonus Track - Mono Single Mix
14. A Dream for Julie – 2:45 – Bonus Track
15. Please Excuse My Face – 2:08 – Bonus Track - Mono Single Mix
16. Jenny Artichoke – 2:34 – Bonus Track
17. Just How Much You Are – 2:11 – Bonus Track

Durata totale: 50:58

## Formazione
- Eddy Pumer - chitarra solista, tastiere
- Peter Daltrey - voce, tastiere
- Steve Clark - chitarra basso, flauto
- Dan Bridgman - batteria, percussioni